# تلفزيون لنا
قناة لنا الفضائية، هي قناة تلفزيونية سورية منوعة انطلقت في بث تجريبي مساء 11 أيار/مايو عام 2018م، لتعرض مسلسلات درامية في أغلب عروضها والمسلسلات وأفلام سوريّة أو بمشاركة ممثلين سوريّين، وتعرض برامج فنية ونادرا برامج سياسية وعن الكثير من المجالات الحياة المعاصرة في الشارع السوري.

## برامجها
- راحت علينا (تقديم: هشام حداد)
- معنى TECH
- خبار وسرار
- سيدات (يعرض على لنا بلاس)
- من البابوج للطربوش (يعرض على لنا بلاس)
- الرأي العام (يعرض على لنا بلاس)